# Ataeniopsis haroldi
Ataeniopsis haroldi är en skalbaggsart som beskrevs av Steinheil 1872. Ataeniopsis haroldi ingår i släktet Ataeniopsis och familjen Aphodiidae. Inga underarter finns listade.